# Klassisk autism

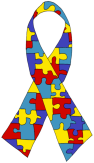
Pussel-bandet till stöd för personer med autism och Aspergers syndrom

Klassisk autism, infantil autism, autistiskt syndrom, eller Kanners syndrom är en historisk diagnos inom genomgripande störning i utvecklingen. Diagnosen blev utdaterad i och med diagnosmanualen DSM-V, och har huvudsakligen ersatts av autismspektrumtillstånd nivå 2–3 med eller utan intellektuell funktionsnedsättning. Klassisk autism är dock inte synonymt med autism nivå 2–3. Dessa nivåer innefattar också andra personer, som inte skulle kunna ha fått diagnosen Klassisk autism..
Klassisk autism är en livslång medfödd eller tidigt förvärvad neuropsykiatrisk funktionsnedsättning som innebär en genomgripande störning i utvecklingen, och tillhör autismspektrumtillstånd. De funktioner som påverkas är både kognitiva och emotionella, vilket bland annat medför nedsättningar inom helhetsförståelse, socialt samspel/kommunikation, planerings- och organisationsförmåga, fantasi/föreställningsförmåga, minnesfunktioner, beteenden och känslor.
Problemen kan även visa sig i svårigheter att ta in och tolka information. Begränsningar i de individuella förmågorna yttrar sig i olika beteenden som inte är lika vanliga hos personer utan autism. Diagnoskriterierna för autism utgörs av en specifik kombination av begränsningar i socialt och kommunikativt beteende och tydligt repetitivt beteende.

## Historik
Begreppet autism myntades av den schweiziske psykiatrikern Eugen Bleuler och betyder själv-försjunkenhet eller upptagenhet. Ordet kommer från det grekiska ordet αυτος (Autos), som betyder "själv". Bleuler använde det för första gången 1912 i ett nummer av American Journal of Insanity i samband med de svårigheter som personer med schizofreni kan ha att få kontakt med andra människor. "Autism" i detta sammanhang kallas ibland för schizofren autism, och har knappast något att göra med den autism som diskuteras här. Angående detta uttryckte sig dr Hans Asperger såhär: "Namnet härstammar från autismbegreppet inom schizofreni. I det sammanhanget syftar det på en grundläggande kontaktstörning, som förekommer i allvarlig form hos den schizofrena patienten. Begreppet autism, som myntades av Bleuler, är otvivelaktligen en av de största språkliga och begreppsmässiga innovationerna inom den medicinska terminologin" (Die „Autistischen Psychopathen” im Kindesalter, 1944)

Klassificeringen av autism uppstod inte förrän 1943 när Leo Kanner, doktor på Johns Hopkins sjukhus, studerade en grupp om elva barn och introducerade benämningen tidigt infantil autism. Samtidigt beskrev en österrikisk forskare, Dr. Hans Asperger, en annan form av autism som senare blev känd som Aspergers syndrom. Det globala erkännandet av Hans Aspergers arbete försenades dock på grund av andra världskriget. Faktum är att majoriteten av hans arbete inte blev erkänt förrän 1997.

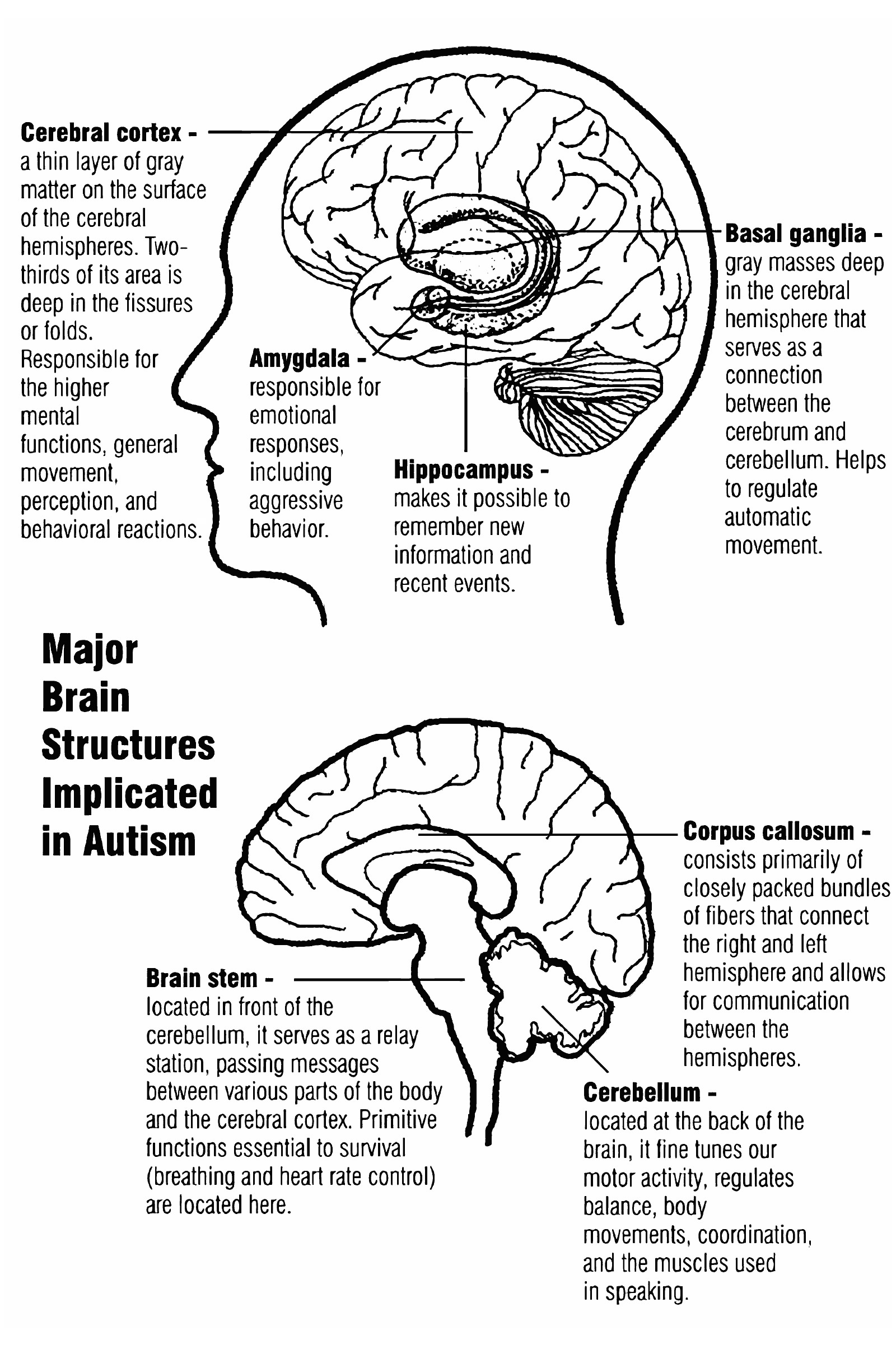
Den biologiska förklaringsmodellen

Inom psykodynamisk teori och praktik från Bruno Bettelheim till Birgitta Zenker betraktades autism som en typ av barnpsykos orsakad av tidiga traumata, vilket föranledde en psykoterapeutisk behandlingsfilosofi.

## Teorier om avvikande kognitiv stil
Uta Frith lade 1989 fram en teori om att personer med autismspektrumtillstånd (AST) bearbetar signaler från omgivningen på ett annorlunda sätt. Grundantagandet är att en annorlunda hjärnfunktion skapar en tankeprocesstörning (central kognitiv dysfunktion). Konsekvensen av detta blir en nedsatt förmåga att skapa, förstå och tolka sammanhang, samband och helhet (nedsatt central koherens). Styrkan kan istället bli ett detaljseende/detaljstyrning. Frith har, på grund av forskning inspirerad av teorin, under senare år omformulerat denna till att personer med ASD har en så stark preferens för detaljbearbetning att detta tar överhanden och konkurrerar ut förmågan att bilda sammanhang. I denna revidering ses förmågan till koherens som möjlig att stimulera och stödja, inte som skadad eller obefintlig.
En annan teori som vuxit fram under sent 1980-tal pekar på en nedsatt exekutiv funktion som den centrala problematiken. Denna dysfunktion ska medföra svårigheter som märks inom områden som att ha ett målinriktat flexibelt beteende, planera/organisera ett handlande, hantera och bedöma tid, flexibilitet i uppmärksamhet och anpassningsförmåga. Att dessa nedsättningar skulle vara den centrala problematiken har dock svagt stöd i forskning.

## Orsaker
Numera anses genetiska faktorer spela stor roll för utveckling av autism, den så kallade biologiska förklaringsmodellen, men de exakta sambanden är komplicerade. Autismspektrumbegreppet återspeglar denna heterogenitet. Många forskare tror att problemen med socio-kommunikativt och emotionellt samspel hänger samman med att alla dessa beteenden är beroende av att många delsystem i hjärnan "kommunicerar" bra med varandra, och att just "kommunikation" mellan olika delsystem i hjärnan kan fungera sämre vid autism. Ett sådant komplext system är spegelneuronsystemet inom temporal-, parietal- och frontalloben. Detta system tros vara av stor vikt för utvecklingen av både socialt samspel och kommunikation, och en teori är att det kan vara skadat vid autism.
En svensk studie av normalt utvecklade spädbarn indikerar att spegelneuronsystemet utvecklas före 1 års ålder . När författarna senare använde samma metod på barn med autism hittades inte någon skillnad jämfört med en grupp barn med normal utveckling . Detta fynd stödjer inte synen att barn med autism har en genomgripande störning i spegelneuronsystemet.

## Kännetecken

### Socialt samspel
Bristande ömsesidigt socialt samspel är det som oftast uppmärksammas mest vid autism. Oförmåga till eller undvikande av ögonkontakt är ett vanligt fenomen. Personer med autism uppvisar ofta svårighet att förstå sociala umgängesregler, svårighet eller likgiltighet inför att få kontakt med jämnåriga samt socialt och emotionellt opassande beteende. De har nedsättning i en funktion som kallas intentionalitet av andra graden, "theory of mind".
Förmåga till socialt samspel har man sett hänger ihop med en persons exekutiva funktioner såsom inhibering, flexibilitet, planering, organisering och emotionell kontroll. Nedsättningar i de exekutiva funktionerna kan förklara en del av de sociala och icke-sociala kännetecknen för ASD.

### Kommunikation
Personer med autism kan ha en försenad eller utebliven talutveckling och kompenserar den inte med icke-verbal kommunikation. Av dem som använder verbal kommunikation är det varierande hur mycket och hur bra de kommunicerar. Det finns de som använder endast några enstaka ord medan andra använder många ord och pratar korrekt men använder mest upprepade fraser. Det finns också de som har välutvecklat och spontant språk, men den gemensamma nämnaren är att de alla har svårt att inleda och hålla en dialog igång och att de har brister i språkförståelsen. Speciellt att förstå språkets djupare mening. Även för dessa personer med välutvecklat och spontant språk är en bokstavlig tolkning av språket vanlig. Exempelvis kan frasen "Kan du öppna fönstret?" tolkas som en ja- eller nej-fråga istället för som en vädjan. Ekolali (ett upprepande av tilltalet i stället för ett svar) förekommer också. Flera studier har visat att kommunikativ förmåga hos barn med autism korrelerar med hur länge de tenderar att fokusera på munnen när de tittar på andras ansikten. Detta fenomen kan observeras även hos barn med normal utveckling, och tros återspegla det faktum att visuell information från munnen hjälper till att segmentera språkljud.

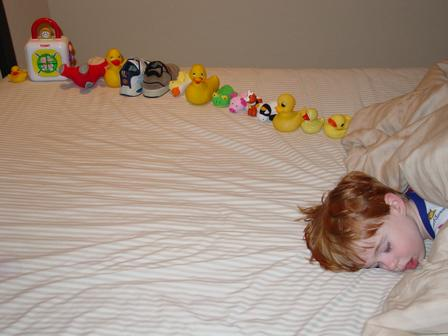
Quinn, en autistisk pojke, och den rad av leksaker han ställt i ordning innan han somnade. Upprepat staplande, eller sorterande av ting, är vanligt beteende hos autistiker.

### Beteende
För att diagnosticeras med autism måste man uppvisa begränsningar och upprepningar i beteenden, intressen eller aktiviteter. De kan ägna sig åt aktiviteter på ett repetitivt och enformigt sätt som till exempel att rada upp saker efter varandra eller snurra på saker, om och om igen. Något som de sällan ägnar sig åt är spontana lekar eller rollekar. Fixeringar vid saker eller vanor är vanligt hos dem med autism, därför uppstår ofta rutiner som måste upprepas på samma sätt varje gång. Man tror att detta hjälper till att strukturera tillvaron och minska ångesten, och en avvikelse från dessa rutiner kan därför orsaka ett utbrott av förvirring, ilska eller förtvivlan. Förändringar, som att ett objekt har bytt plats, kan överhuvudtaget vara en svår sak att hantera för en person med autism. Barn som är normal- eller välbegåvade kan som äldre uppslukas av enformiga specialintressen som andras födelsedagar, tidtabeller, invånarantalet i ett lands alla kommuner och liknande (jämför: savant). Vanligt är också att barn med autism ofta och utan någon synbar anledning viftar eller klappar med sina händer, vaggar fram och tillbaka och går på tå, (stereotypier, självsuggestion, tics).

### Känslor
Personer med autism har ofta svårigheter att uttrycka känslor eller att reflektera över andras och sina egna känslor. Ibland förekommer för starka känslomässiga reaktioner eller ingen reaktion alls.

### Begåvning
Majoriteten av personerna med autistiskt syndrom – 70 % – (AD) har även en utvecklingsstörning. IQ hos personer med Aspergers syndrom (AS), som var en diagnos som fanns med i DSM-manualen tills den femte versionen kom ut år 2013, är i genomsnitt 100, det vill säga normal. De som diagnostiserades med AS ska alltså ha normal till hög begåvning. 
I diagnoskriterierna för AS står det uttryckligen att den kognitiva utvecklingen ska vara normal under de tre första levnadsåren för att kunna diagnostiseras med AS. Konsensus kring tolkningen av detta är att en tidigt konstaterad utvecklingsstörning ofta utesluter diagnostisering med Aspergers syndrom. Bland barn finns det dock de med diagnosen AS som har haft en normal kognitiv utveckling under de första åren, men som ändå har uppvisat en lätt utvecklingsstörning i skolåldern. 

Något som är vanligt för alla personer med autismspektrumstörning är att man uppvisar ett mycket stort intresse av en begränsad mängd sysselsättningar vilket kan leda till specialistfärdigheter som står i tydlig kontrast mot övriga svårigheter.

### Avvikande sinnesförnimmelser
Förutom de symptom som anges i DSM-5 kan andra symptom förekomma, till exempel överreagerande eller svagt reagerande på sinnesintryck. Dessa avvikande reaktioner på sinnesintryck kan förekomma inom sinnesmodaliteterna syn, hörsel, smak, lukt och känsel. Förekomsten av avvikande reaktioner på sinnesintryck har rapporterats vid 6 till 12 månaders ålder hos barn och är därför en av de tidigare indikationerna på autismspektrumstörning i tidig barndom. Uppskattningsvis upplever 30-100 % av individer med autismspektrumstörning avvikande sinnesintryck.
Dessa avvikande sinnesförnimmelser kan delas in i tre kategorier. Den första är överreaktion vid sinnesintryck, hypersensitivitet, vilket innebär att personen till exempel kan känna orimlig smärta eller obehag när han eller hon utsätts för ett visst sinnesstimuli, jämfört med normalpopulationen. Detta kan leda till att personen undviker situationer där han eller hon riskerar att utsättas för ett specifikt stimuli.
Den andra kategorin är svagt reagerande, hyposensitivitet, det vill säga en svagare reaktion vid sinnesintryck jämfört med normalpopulationen. Svagt reagerande innebär att en person kan tyckas vara omedveten om eller reagera långsamt eller svagare på ett visst stimuli.
Den tredje kategorin är sökande efter sinnesupplevelser och innebär att en person med autism söker sig till en särskild sinnesupplevelse. Till exempel kan ett barn upprepade gånger stoppa icke ätbara saker i munnen för att uppleva den sökta sinnesupplevelsen, som i detta fall skulle kunna vara stimulering av munhålan.

#### Beröringskänslighet
Onormal beröringskänslighet är en av de mest rapporterade sensoriska störningarna vid ASD. Onormal beröringskänslighet påverkar inte direkt kommunikation, utan hämmar den sociala förmågan genom att påverka beteenden i sociala situationer.
Hypersensitivitet i detta sinne kan uttryckas som en oförmåga att tolerera beröring, vilket kan leda till ett avvikande beteende där individen inte vill utsättas för kroppskontakt. Även kontakt med vissa tyger eller material kan upplevas som obehagligt, vilket kan resultera i att individen upplever ångest, får raseriutbrott eller vägrar bära vissa kläder . Hypersensitiviten kan även gälla hur en individ med autism uppfattar temperaturer. Exempelvis kan en individ i autism-spektra reagera för kyla vid högre temperaturer än en individ i normalpopulation.
Hyposensitivitet vid taktil perception exemplifieras lättast med de individer i spektrumet som har en abnormalt hög smärttröskel jämfört med normalpopulation, vilket kan leda till självförvållade skador och självskadebeteenden.
Taktil hypersensitivitet och hyposensitivitet iakttas hos samma individ, men vid olika stimuli. Vilken typ av stimuli som får vilken effekt, varierar mellan individer med ASD. Gemensamt är dock beteendet vid stimuli, då individerna på olika sätt försöker motverka det som upplevs. 
Vid hypersensitivitet tenderar individen att svara med att undvika situationer där de specifika stimuli kan påträffas. Vid hyposensitivitet så kan istället ”sensory-seeking behavior” uppstå, då individen söker sig till specifika stimuli för att uppleva dem igen. Undantag till denna generella regel finns dock, exempelvis kan individer med taktil hypersensitivitet uppleva mätbar njutning av luftens rörelser kring dem och därmed söka denna upplevelse.

#### Ljudöverkänslighet
Hyperakusi, eller ljudöverkänslighet, är ett vanligt förekommande symptom hos personer med autism. Hyperakusi har studerats både ur fysiologiska och psykoemotionella perspektiv. Mellan år 1964 och 1994 undersökte Autism Research Institute fler än 17000 barn med autism och konstaterade att fler än 40 % av dessa var överkänsliga för ljudstimuli.
Hyperakusi innebär en överkänslighet mot ljudstimuli jämfört med normalpopulationen. Till exempel kan personer med hyperakusi uppleva ljudet från en hårfön som ljudet av ett jetplan som lyfter. Ljudet behöver dock varken vara högt eller starkt för att leda till en reaktion. Det kan handla om överkänslighet för vardagliga ljud så som porslinsskrammel. Även ord som personen associerar med något obehagligt kan leda till en överreaktion. Exempelvis kan en person som ogillar ljudet av ett badkar som töms på vatten även få reaktioner av ord som ”schampo” eller ”bada” eftersom personen associerar dessa ord med ljudet av ett badkar som töms.
En person med hyperakusi som exponeras för ett visst ljud kan reagera med att lägga händerna för öronen, gråta, få vredesutbrott, springa från platsen, hyperventilera eller slå sig på öronen. Hyperakusi kan också resultera i vanemässiga ritualer och kompensatoriska strategier som att till exempel alltid ha med sig ett par öronproppar. Denna typ av kompensatoriskt beteende rekommenderas att undvika eftersom det kan leda till värre eller mer långtgående problem. Känsligheten för ljud kan exempelvis göra att dessa personer isolerar sig eller undviker miljöer där dessa ljud förekommer. Detta i sig blir problematiskt då dessa personer ofta undviker att vistas i såväl sociala sammanhang som bullriga miljöer.
Autism är en komplex störning och därför skiljer sig beteendet som kommer av hyperakusi i hög grad. Det finns inga gemensamma specifika ljud som utlöser reaktioner hos personer med
hyperakusi. Däremot finns det lindrigare och allvarligare former av hyperakus]. En del personer får så starka reaktioner att ljudöverkänsligheten leder till sämre livskvalitet och svår ångest.
Ett argument mot denna typ av överkänslighet är att vissa ljud framkallar reaktioner hos alla människor, exempelvis naglar mot en griffeltavla. Skillnaden är att autistiska personer med hyperakusi upplever ett fysiskt obehag och/eller reagerar orimligt starkt på ett visst ljudstimuli. Detta beror ofta på att personen har svårt att tolka sin omgivning och därför misstolkar ljuden som något farligt eller ett som ett hot. Därav är kognitiv beteendeterapi (KBT) en bra behandlingsform av hyperakusi. Där utsätts personen upprepade gånger för det obehagliga ljudet i en säker miljö och kan därigenom lära sig att ljudet inte är farligt.
I ett antal olika studier har man undersökt om det finns några fysiologiskt mätbara skillnader som kan leda till hyperakusi hos individer med autism. Studierna indikerar att några sådana skillnader inte kan hittas. Däremot finns en betydande undergrupp av personer med autismspektrumstörning vars beteenderesponser indikerar hyperakusi. Sammantaget kunde man i dessa studier konstatera att det inte finns några bevis för fysiologiska avvikelser hos personer med autismspektrumstörning som lider av hyperakusi.

#### Bakomliggande orsaker
En teori föreslår att en förändrad funktionell konnektivitet mellan regioner i hjärnan som är involverade vid emotionell medvetenhet är en möjlig bakomliggande faktor för avvikande reaktioner på sinnesintryck hos individer med autismspektrumstörning. MRI-studier av individer med högfungerande autism (HFA) visar en minskad inre funktionell konnektivitet mellan främre bilaterala insula och främre och bakre somatosensoriska barken. Studien föreslår att detta är en möjlig förklaring till en avvikande interoception hos individer med autismspektrumstörning. I enlighet med föregående föreslår en liknande studie om funktionell konnektivitet hos individer med autismspektrumstörning att neurala nätverk som associeras med uppmärksamhet mot externa stimuli är suboptimala jämfört med normalpopulationen. Den funktionella konnektiviteten vid interna stimuli överträffar dock den hos normalpopulationen och föreslår att individer med autismspektrumstörning är mer benägna att fokusera på interna sensationer.
En studie om adaptation vid beröring föreslår att hämmande mekanismer i hjärnbarken inte fungerar normalt hos individer med autismspektrumstörning, vilket är en möjlig underliggande faktor till överreagerande vid känselintryck.
Resultatet av en studie om volymen av grå hjärnsubstans (GM-volym)
hos individer med autismspektrumstörning visar en signifikant mindre GM-volym i vänstra främre insula och bilaterala amygdala. Studien fann en korrelation mellan GM-volymen i amygdala och inlevelseförmågan hos individer med autismspektrumstörning. Studien föreslår att en mindre GM-volym i vänstra främre insula är en möjlig förklaring till symptom så som sökande efter sinnesupplevelser, repetitivt och undvikande beteende hos individer med autismspektrumstörning.

### Övrigt
Många personer med autism har även en bristande sömnkvalitet, med sent insomnande och täta uppvaknanden. Den trötthet som följer på detta förvärrar många gånger en redan svår situation. Av stor betydelse är personens egen upplevelse, vilken av en del med autism har beskrivits som en förvrängning av perceptionsfunktionerna, synestesi med mera. Denna gör personen svår att kontakta och svår att begripa för utomstående.

### Fördelar

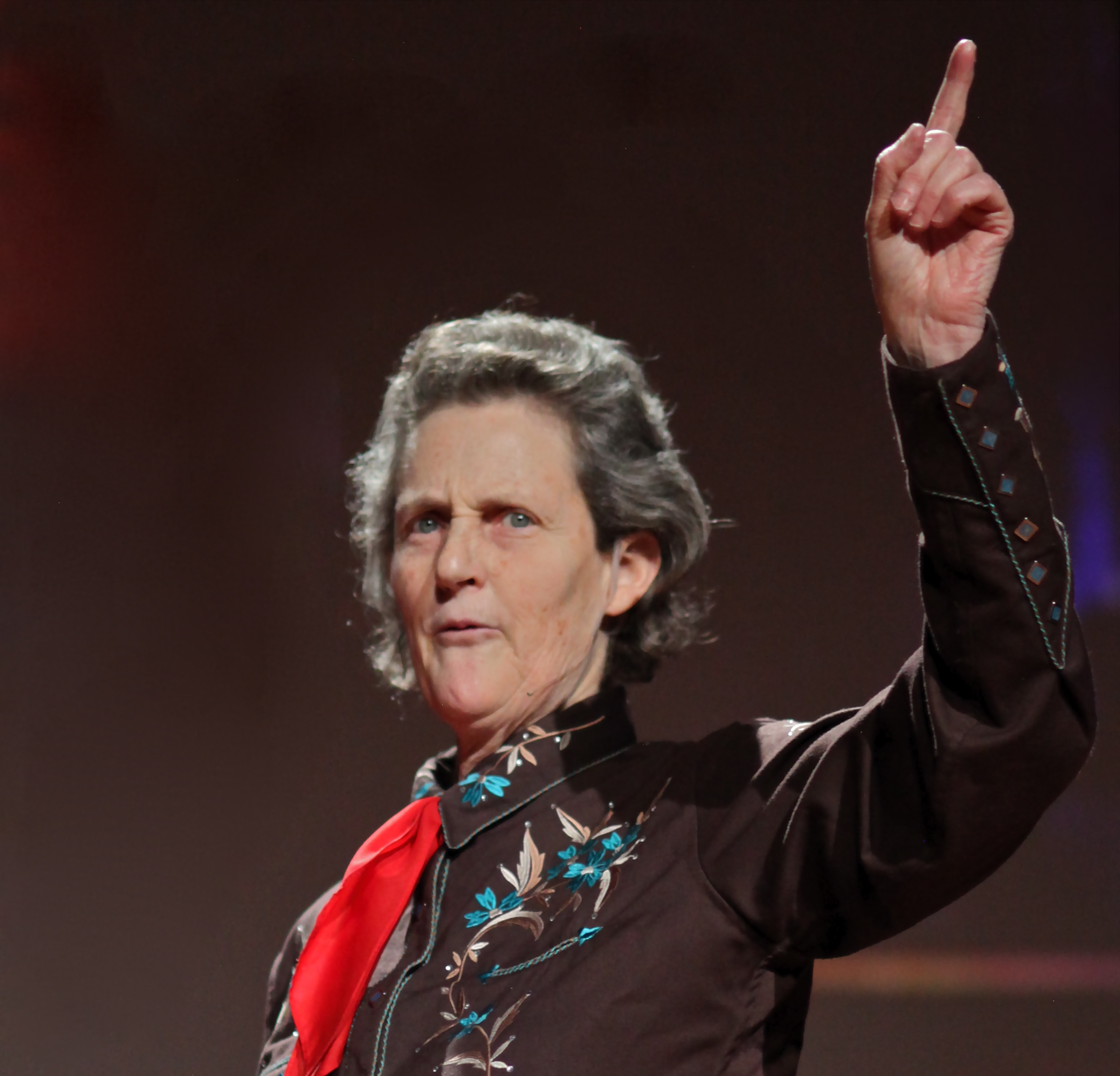
Temple Grandin, författare och professor i husdjursvetenskap, har diagnosen autism.

Hos personer med atypisk autism eller autism utan utvecklingsstörning kan autismen medföra vissa fördelar. När en person med autism är motiverad kan han/hon uppvisa hög koncentrationsförmåga och detaljseende då de inte distraheras av vilket sammanhang information ingår i. Vederbörandes tänkande begränsas heller inte på samma sätt som andra av otydliga, underförstådda sociala normer vilket kan yttra sig som kreativitet och nya perspektiv. När personer med autism lärt sig sociala normer inom exempelvis arbetslivet kan de vara mycket uppskattade för hur noga de följer dessa.

## Diagnos

### Symtom
I Sverige sätts vanligen diagnos enligt diagnosmanualerna ICD-10 och/eller DSM IV. Klassifikationerna för autism och autismsymtom i de här manualerna skiljer sig åt men har tydliga gemensamma drag. I båda klassifikationerna behöver personen uppvisa begränsningar inom alla dessa områden: Socialt samspel, kommunikation och beteenden/intressen.
Fokus vid en autismdiagnosticering är beteendemässiga symptom och personens utveckling under barndomen. Det görs inte några biologiska test som blodprov, genetiska test eller hjärnscanningar. Diagnostisk bedömning, ofta kallad utredning, ska ta hänsyn till flera informationskällor som bland annat innehåller detaljerade observationer samt information från föräldrar, lärare och andra som är i kontakt med patienten .
Typiska symptom för autism märks ibland vid tidig barndom, och det är oftast föräldrarna som upptäcker dessa. Många symptom som uppkommer redan vid födseln kan dock förbli obemärkta i flera månader, och det är vanligt att föräldrar som märkt symptomen söker professionell hjälp först efter ett antal månader eller år . Även om de flesta fall diagnostiseras redan i tidig ålder finns det också de som får sin diagnos betydligt senare i livet då man tidigare inte lyckats identifiera symptomen eller de tidigare inte ställt till problem. Detta kan exempelvis bero på att de som har hög intelligens eller en lindrigare form av autism istället får en annan psykiatrisk diagnos som t.ex. ångest, depression eller schizofreni 
Att fastställa autism före 18 månaders ålder kan vara mycket svårt vilket beror på att de symptom som används för att kunna ställa en diagnos inte framträder innan barnet har uppnått en viss utvecklingsnivå. Färska studier har gett visst stöd åt att barn med autism tidigt får unika röster, vilket skulle kunna underlätta att upptäcka autismen.
Personer med neurodiversitet har beskrivit vissa fenomen såsom meltdown, shutdown, rumbling eller bolting. 

### Utredning
Vid misstanke om autism genomförs en utredning. En utredning görs av psykolog i samarbete med psykiatriker och ibland andra yrkeskategorier som logoped eller specialpedagog. Ofta är det barn eller unga som utreds, och beskrivningen nedan fokuserar på barn. Det går även att utreda autism hos vuxna.
För att få en så allsidig bedömning som möjligt av barnets svårigheter undersöker man flera olika saker på flera olika sätt. Man undersöker till exempel på förmågan att kommunicera, förmågan att umgås socialt och förmågan att lösa olika sorters problem och uppgifter. De test som barnet genomför med psykologen har flera syften. Psykologen vill undersöka till exempel hur barnet löser uppgifter, vilken utvecklingsnivå barnet är på jämfört med andra i sin ålder, hur barnet beter sig i en leksituation som är fri eller som är strukturerad och hur barnet samspelar med psykologen under testningen. 
Verktyg som vanligen ingår i en autismutredning: 

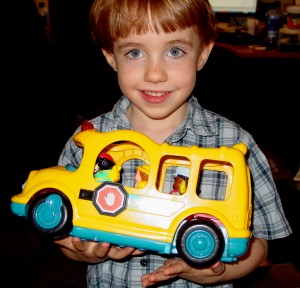
Lekobservation är ett värdefullt verktyg när man utreder autism.

ADI-R (Autism Diagnostic Interview-Revised) är en omfattande intervju som genomförs med barnets föräldrar eller vårdnadshavare. Frågorna handlar om olika delar av barnets barndom, tidiga utveckling och beteendemönster. Intervjun är uppdelad i fem delar som tillsammans täcker de områden som kan ha betydelse i en allsidig utvecklingsbedömning. Delarna är: Inledande frågor, frågor om kommunikation, frågor om social utveckling och lek, frågor om repetitiva och begränsade beteenden och frågor om allmänt beteende. 
ADOS (Autism Diagnostic Observation Schedule) är ett test som innebär en strukturerad leksituation mellan psykologen och barnet. Det finns i olika moduler beroende på barnets ålder och utvecklingsnivå. I de olika modulerna går leken till på olika vis och med olika material, men gemensamt är att psykologen vill titta på hur engagerad barnet är, vilken lek barnet väljer, hur de leker, hur de samspelar med psykologen med mera. Testet filmas, analyseras och poängsätts av psykologen efter noggrant standardiserade mallar. ADOS bör inte användas med barn som har stora synnedsättningar, hörselnedsättningar eller kraftiga motoriska svårigheter. 

IK (IQ) är normalfördelad över befolkningen, och medelvärde är 100.

WPSSI/WISC (Wechsler Intelligence Scale for Children/Wechsler Preschool and Primary Scale of Intelligence) är varianter på samma test fast utformat för olika åldersgrupper och utvecklingsnivåer. Testen ger svar om allmän kognitiv begåvning, men också om vilka områden som är barnets styrkor respektive svagheter. Testen är uppdelade i olika deltest som mäter de fyra områdena verbal funktion, visuospatial funktion, arbetsminne och snabbhet. Verbal funktion handlar om t.ex. förståelse för ord och att kunna förklara med ord. Visuospatial funktion handlar om att kunna se detaljer och helhet, att kunna följa mönster och skapa figurer utifrån instruktioner. De två senare områdena arbetsminne och snabbhet handlar om hur man lagrar, plockar fram och använder information och hur snabbt det går att hantera information. Arbetsminne och snabbhet fungerar som stödförmågor till att kunna använda sina andra kognitiva förmågor. Genom att titta på hur barnet löst de olika uppgifterna gör psykologen en strukturerad kodning och får fram olika poängnivåer. Dessa nivåer talar om hur barnets förmågor förhåller sig till hur det brukar se ut för barn i motsvarande ålder som löser samma uppgifter i liknande testsituation. Barn med autism har gemensamma tendenser i hur deras olika förmågor förhåller sig till varandra, och på så vis kan psykologen få en ledtråd i utredningsarbetet. Utifrån det sammanlagda resultatet från alla deltester räknas en intelligenskvot (IK) ut. Det måttet kan vara användbart för att kunna uttala sig om barnets kognitiva begåvningsnivå mer generellt. IK är normalfördelad över befolkningen och medel är 100. 

## Epidemiologi
Enligt Christopher Gillberg (nov 2006) är förekomsten av autistiskt syndrom 2-3 promille bland svenska barn. Motsvarande siffra för Aspergers syndrom är 3-4 promille. Så kallade autistiska drag har så mycket som ca 3 % av barnen i en stor studie utförd i bland annat Norge. Dessa uppskattningar är omdiskuterade. I USA anses dock diagnosen autism ha ökat kraftigt. I Sverige har förskrivningen av diagnosen autistiskt syndrom endast ökat obetydligt, medan det skett en stor ökning av mängden diagnoser "atypisk autism/autismliknande tillstånd" och "Aspergers syndrom".[källa behövs]

## Behandling
Liksom det finns olika synsätt på autismens orsaker finns det också olika behandlingsformer. Inom vuxenpsykiatrin har de medicinska och psykologiska skolorna efterhand kommit att samverka, så att till exempel läkemedel och psykoterapi i dag ofta kombineras. När det gäller autism har en motsvarande syntes ännu inte uppnåtts. Några av de behandlingsmetoder, träningsmetoder eller förhållningssätt som förekommer är
- EIBI eller IBT

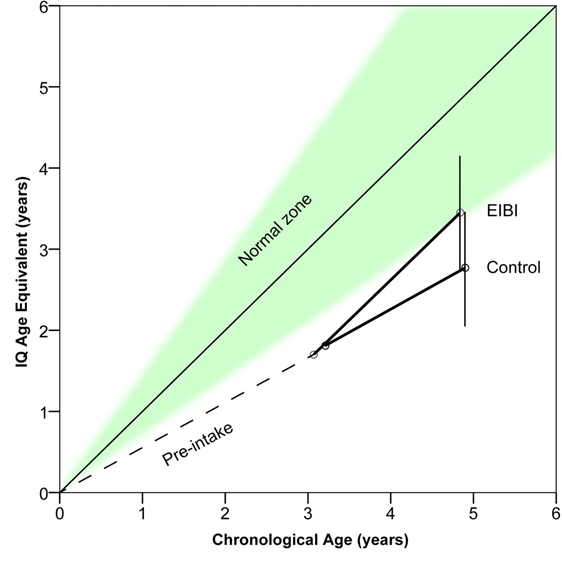
Utvecklingsbanor (mätt med IQ-test) för barn med autism som antingen får EIBI (195 barn) eller alternativa behandlingar (135 barn)

Huvudsaklig artikel: Early Intensive Behavioural Intervention
Beteendeterapeutiska behandlingsinterventioner utvecklades av Ivar Lövås under 1970 och 1980-talen och har sin grund i den tillämpade beteendeanalysen (TBA/ABA). Träningen går ut på att i små steg träna upp de grundläggande sociala, språkliga och kognitiva förmågorna. För god effekt bör barnet tränas individuellt med en specialutbildad eller handledd pedagog i minst 35 timmar per vecka. Moderna tillämpningar av metoden bygger på att alla mål skall vara uppsatta med hänsyn till barnets utveckling på lång sikt, i samarbete med föräldrarna och andra i nätverket. Man jobbar även aktivt för generalisering av färdigheter, för att färdigheterna skall kunna spridas till nya miljöer/sammanhang. EIBI/IBT har mycket gott stöd i vetenskapliga studier, och har i kontrollerade studier visat sig ha stora effekter på adaptiva beteenden och intelligenskvot hos barn med autism.
Beteendeanalytisk metodik har varit utsatt för skarp kritik. Detta sammanhänger i hög grad med att Lövås tidigare använt sig av bryska tillrättavisningar och fysiska bestraffningar, även i form av elchocker, vid behandlingen. Även om man numera anser sig ha frångått dessa metoder menar kritiker alltjämt att metodiken är auktoritär, skapar en ytlig anpassning och har en tveksam människosyn.
- TEACCH/tydliggörande pedagogik[45] TEACCH har kraftigt influerat svensk särskolepedagogik och det som kallas "tydliggörande pedagogik" inom särskolan är ofta en variant av denna. När andra behandlingsalternativ utvärderas mot "treatment as usual" är det ofta tydliggörande pedagogik som utgör denna jämförelsegrund. Det är dock viktigt att poängtera att TEACCH inte är menat att direkt behandla de begränsningar i kognitiv funktion som autism medför, utan snarare inriktar sig på att maximera inlärning inom de ramar som autism skapar.

- Medicinering

Ingen farmakologisk behandling har hittills visat sig fungera för att minska de autistiska symptomen för denna patientgrupp.
Man använder sig ändå av medicinska preparat så som risperidon för barn och aripiprazol för barn och ungdomar (6-17 år), men dessa hjälper dock bara en del av patienterna. Risperidon behandlar exempelvis aggressivt beteende, som kan vara ett symptom i samband med autism, och det minskar hyperaktivitet och repetitivt beteende genom att blockera hjärnans dopamin- och serotoninreceptorer. Aripiprazol har liknande effekter som risperidon, och det behandlar framför allt lättretlighet. Båda preparaten har dock även ett antal sidoeffekter så som exempelvis ökad aptit, hormonella förändringar, sömnighet samt ofrivilliga rörelser..
Tidigare har injektioner av hormonet sekretin prövats för att behandla autism men detta har forskning visat vara verkningslöst mot kärnsymtomen . Biverkningar av sekretinet som kräkning, hyperaktivitet och irritabilitet har noterats.

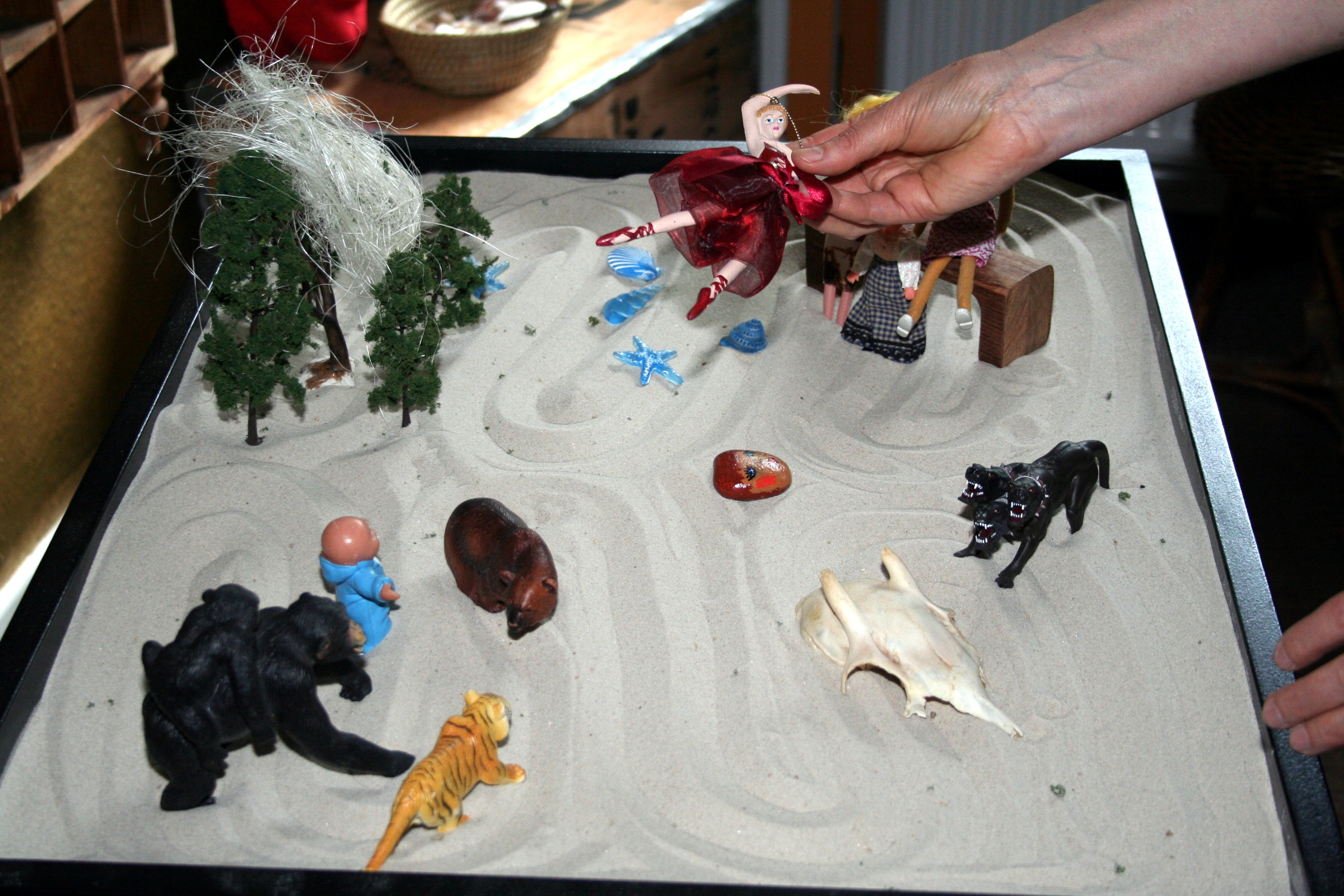
Lekterapi är en barnpsykoterapeutisk metod

- Psykodynamiskt inriktad barnpsykoterapi.

En lång tradition, från Bruno Bettelheim till Birgitta Zenker, har bedrivit psykodynamiskt behandlingsarbete med barn som har autism. I denna tradition sågs autism länge som en barnpsykos man kunde bota genom att med lek- och samtalsterapi behandla anknytningsproblematik och intrapsykiska processer. Förespråkare menar att man nådde vissa framsteg, särskilt med personer med autism men utan tilläggshandikapp. I familjeterapin flyttades ibland fokus från barnet till föräldrarna, något dessa kunde ta illa vid sig av. Målet var ett tillfrisknande, helt eller delvis. Metoden var särskilt anlitad under 1970-talets slut, men övertygelsen att autism går att behandla och ibland även bota delas idag även av andra, exempelvis organisationen BAN (Behandla Autism Nu).
- Snoezelen

Snoezelen är en ursprungligen holländsk metod, där man inriktar sig på den brist på stimulans som lätt finns i vardagen för ett barn med funktionsnedsättning. Genom rik och varierad sensorisk stimulans, i för ändamålet utformade lokaler, vill man väcka barnets uppmärksamhet och glädje, få barnet att öppna sig och bli nyfiken på sin omgivning. Snoezelenutövare är ofta tydliga med att de inte har några specifika behandlings- eller pedagogiska mål, utan förlitar sig på barnets naturliga behov av stimulans och variation.
- Övrigt

Det finns också föräldrar till barn med autismspektrumstörning som valt att behandla sina barn med alternativa behandlingsmetoder.

## Neurodiversitet
Neurodiversitet är ett synsätt på inlärning och funktionsnedsättning, i detta sammanhang ofta kallad funktionsvariation, som argumenterar för att olika neurologiska tillstånd är resultatet av normala variationer i det humana genomet. Denna idé har sitt ursprung i slutet av 1990-talet och hävdar att neurologiska skillnader bör erkännas och respekteras som en social kategori i nivå med kön, etnicitet, sexuell läggning eller funktionshinder.  Det finns en neurodiversitetsrörelse, som är en internationell civilrättsrörelse som har autismrättsrörelsen som sin mest inflytelserika ingång. Neurodiversitetsförespråkarna främjar stödsystem (såsom integrationsfokuserade tjänster, boende, kommunikation och assistentteknik, yrkesutbildning och självständigt levande stöd) som tillåter dem som är "icke-neurotypiska" att leva sina liv som de är.  Utmanande genomgripande sociala normer och stigman, ser man rambegrepp som autism, ADHD / ADD, dyslexi, bipolaritet och andra neurotyper som en naturlig mänsklig variation snarare än som en patologi eller störning och avvisar tanken att neurologiska skillnader kan botas och menar att de är varaktiga, autentiska former av mänsklig mångfald, självuttryck och varande. 